# Admeto
En la mitología griega, Admeto (en griego antiguo: Ἄδμητος, Ádmētos, ‘indómito’, ‘insumiso’), hijo de Feres y Periclímene, fue rey de Feras (Tesalia).

## Admeto y Apolo

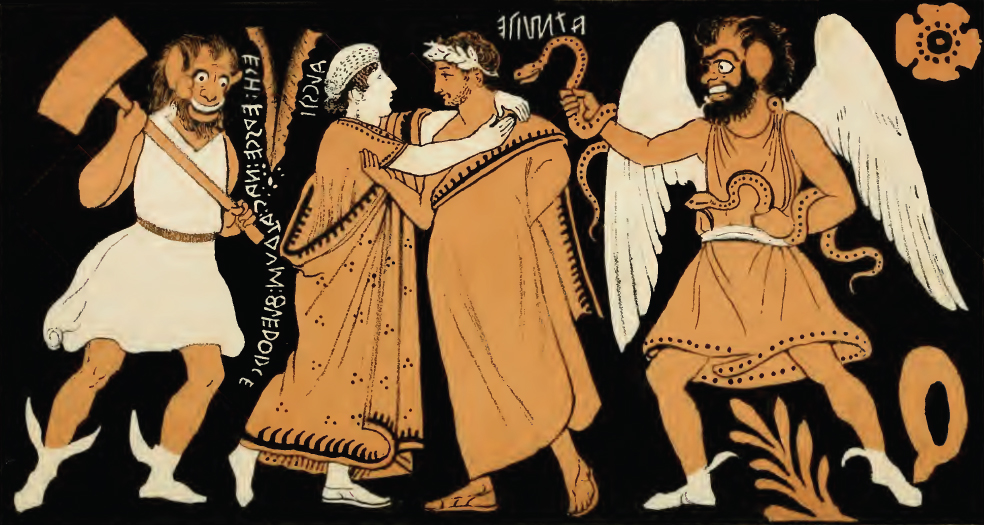
La despedida de Admeto (ATMITE) y Alcestis (ALCSTI). Ánfora etrusca de figuras rojas hallada en Vulci. Inscripción a la izquierda: ECA ERSCE NAC ACHRUM FLERTHRCE ‘Fue y de esta manera satisfizo a Aqueronte con un sacrificio’.

En su juventud, Admeto tomó parte en la expedición de los Argonautas y participó en la caza del jabalí de Calidón. Cuando sucedió a su padre en el trono, Admeto fue famoso por su hospitalidad y justicia. Apolo, quien había sido condenado a servir a un mortal por un año por haber matado a los Cíclopes, escogió la casa de Admeto y se convirtió en su pastor (según algunas fuentes, fue por su estima hacia Admeto y en algunas versiones Apolo y Admeto fueron amantes). El dios quedó tan impresionado por el trato que le dispensó su anfitrión que hizo que todas las vacas parieran terneros gemelos.
Apolo también ayudó a Admeto a ganarse la mano de la princesa Alcestis, la hija de Pelias, rey de Yolco. Alcestis tenía tantos pretendientes que Pelias exigía una tarea aparentemente imposible a estos para obtener la mano de la princesa: debían uncir un jabalí y un león a un carro. Apolo ató los animales al yugo y Admeto condujo el carro hasta Pelias, logrando así casarse con Alcestis.
Sin embargo, Admeto no se encargó de hacer un sacrificio para Artemisa. La diosa, entonces, llenó el aposento nupcial con serpientes, y Apolo tuvo que ayudarle de nuevo: aconsejó a Admeto que hiciese un sacrificio a Artemisa, y la diosa retiró así las serpientes.

## Admeto y la muerte

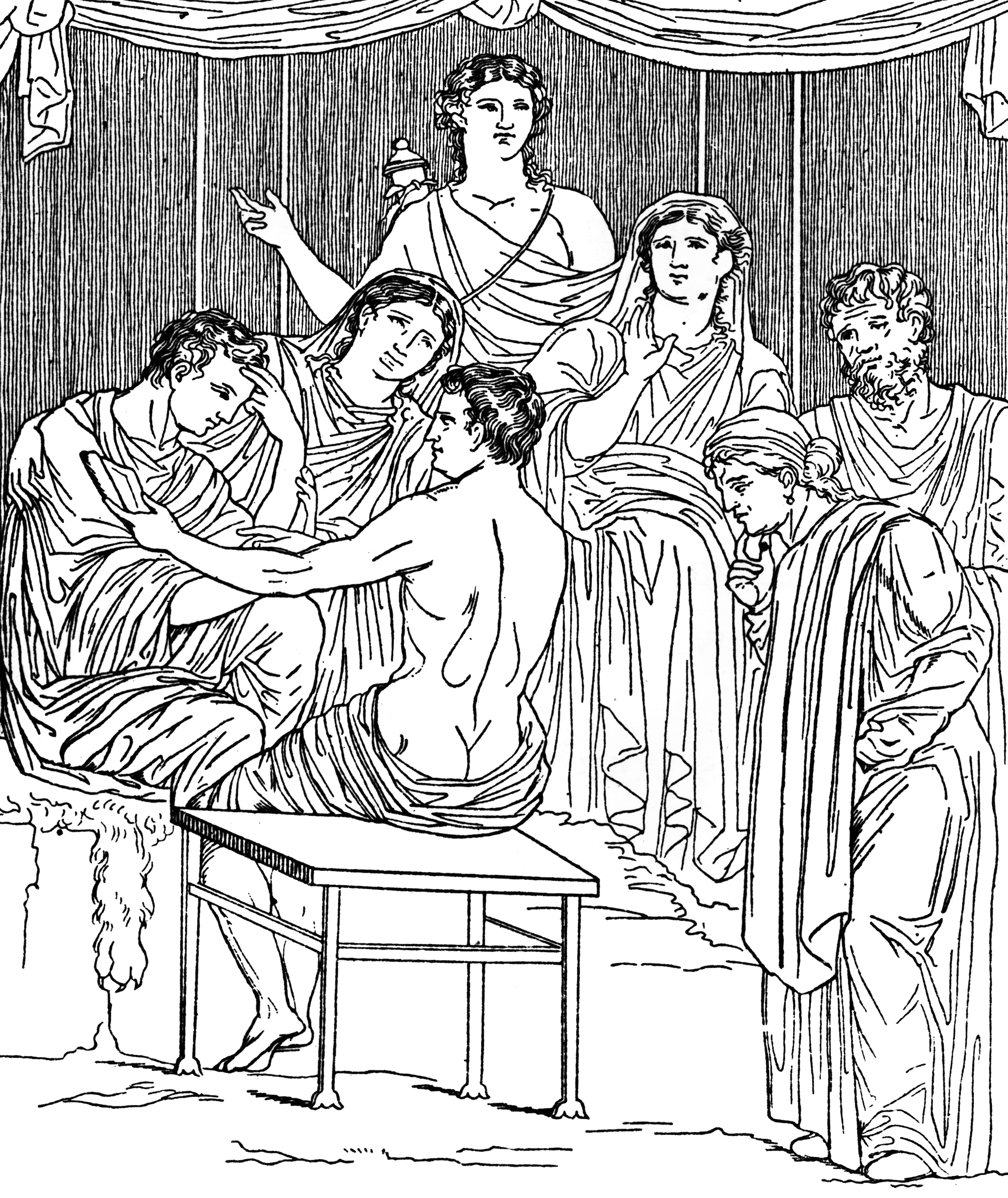
«Admeto debe morir». Ilustración para la obra de Charles Mills Gayley (1858-1932) The Classic Myths in English Literature and in Art, Boston, 1893.

La mayor ayuda que Apolo le prestó a Admeto fue convencer a las Moiras de que aplazasen su muerte predestinada. Apolo emborrachó a las Moiras, y éstas accedieron a indultar a Admeto si lograba encontrar a alguien que muriese en su lugar. Admeto creyó inicialmente que uno de sus ancianos padres moriría con gusto en lugar de su hijo, pero cuando estos se negaron, fue Alcestis quien murió en su lugar por amor a él.
La escena de la muerte se describe en la obra de Eurípides Alcestis, donde Tánatos, el dios de la muerte, se lleva la esposa de Admeto al Inframundo. Mientras Alcestis desciende, Admeto descubre que en realidad no quiere seguir viviendo:

Creo que el destino de mi esposa es más feliz que el mío, aunque no pueda parecerlo. Ningún dolor volverá a tocarla, y ha dado fin con gloria a los muchos problemas de la vida. Pero yo, que he escapado a mi destino y no debería estar vivo, viviré ahora mi vida con pena.
Eurípides, Alcestis, 935-940.

Esta situación fue remediada por Heracles, quien hizo un alto en Feres de camino a su trabajo con las yeguas de Diomedes. Al conocer lo que ocurría, Heracles entró en la tumba de Alcestis y luchó con Tánatos hasta que el dios accedió a liberarla, llevándola entonces de vuelta al mundo de los mortales. Otras versiones cuentan que fue Perséfone, admirada por el sacrificio de Alcestis, quien la liberó.

## Descendencia
Admeto tuvo tres hijos: Eumelo —mandó un contingente de Feras para luchar en la guerra de Troya—, Perimela —esposa de Argo, hijo de Frixo— e Hípaso. E incluso una fuente dice que su esposa no era Alcestis, sino una tal Eribea (si es que ambos nombres no son variantes del mismo).

## Adaptaciones artísticas de la historia
Admeto figura prominentemente en:
- Alcestis, tragedia de Eurípides
- Admeto, re di Tessaglia (1726), ópera italiana en tres actos compuesta por Georg Friedrich Händel (HWV 22).
- Alceste (1767), ópera en tres actos con música de Christoph Willibald Gluck y libreto de Ranieri de Calzabigi.
- Alcestis da su vida por Admeto (1804-1805), cuadro de Heinrich Friedrich Füger
- Alceste, obra de teatro de Benito Pérez Galdós estrenada en 1914.
- Heracles en la corte de Admeto (Геракл у Адмета), cortometraje de dibujos animados de 1986 producido por Soyuzmultfilm y dirigido por Anatóliy Petrov (Анатолий Петров, 1937 - 2010).[5]
  - Otra copia del cortometraje.
- Per chi filano le tre vecchiette? (1972) novelle fatte a macchina (cuentos escritos a máquina) libro por gianni rodari